# Birkerød
Birkerød é um município da Dinamarca, localizado na região oriental, no condado de Frederiksborg.
O município tem uma área de 34 km² e uma  população de 21 715 habitantes, segundo o censo de 2004.